# 悪の起源
本項では、人間社会における「悪」、様々な宗教における「罪」の概念の起源に関する諸説を紹介する。

## 諸説
ソクラテスを初めとするギリシャの哲学者たちは、事を単純化して、悪の起源は、人間の無知にあると考えた。
ゾロアスター教により代表されるペルシアの二元論では、「善」と「悪」は、永遠に対峙する2つのものであって、しばしば、「善」は霊の世界、｢悪｣は物質の世界と結びつけられている。この二元論はグノーシス主義を介して、広くギリシャ・ローマ世界に影響を与えた。
肉体そのものを悪と考え、禁欲主義を主張したストア派の哲学、この世を悪として隠遁生活を唱導したキリスト教の修道院主義などにその感化をみる。
キリスト教の立場からは、人間社会における「悪の起源」は、『創世記』3章に記されているような、アダムとイヴの創造主である神に対する不服従の結果として、人間生活に闖入してきた原理であると説く。犯罪あるいは不道徳を含めて、それは神に対する罪とされる。このように悪は神との関係において定義され、その起源は、聖と義である神との交流を見失い、疎遠・断絶という関係が始まったという関係の変化に存するとする。
ラインホルド・ニーバーは、人間の不安が悪を生み出すと説明している。パウル・ティリッヒは、人間の有限性に罪の起源があるとの説を支持した。
近代に入ってからは、「悪の起源」を、文明の発達と結びつける説が現れた。すなわち、文明の初期には、素朴で悪とは無関係な生活をしていた人類は、文明の発展に伴って、経済機構の複雑化などの影響を受け、そこに悪が始まったとする。この説によると、貨幣経済は貪欲を生み出したのである。ある学者は、チャールズ・ダーウィンによる生物進化論の立場から、未進化のままで人のうちに残っている動物的な性質に「悪の起源」を求める。彼らによれば、人はなお進化の途上にあって、未だ克服できない課題として「悪」の問題を抱えているのである。これは、ウォルター・ローゼンブッシュ（Walter Rosenbusch、プロテスタント神学者）によって道徳的に適用され、唱導された。生長の家では、この世のことは実相ではないと言う理由から、「悪」は人の幻想に過ぎず「悪」そのものがないものとしている。フリードリヒ・シェリングは観念論哲学の手法により、悪は神により形成された完全な世界において、人間のみがなしうる行為であり、過去や現在・未来を貫く自由な決断のなかで「被造物のなかで最高度の完全性」と呼ぶべきものに由来すると解説した。